# New Mexico

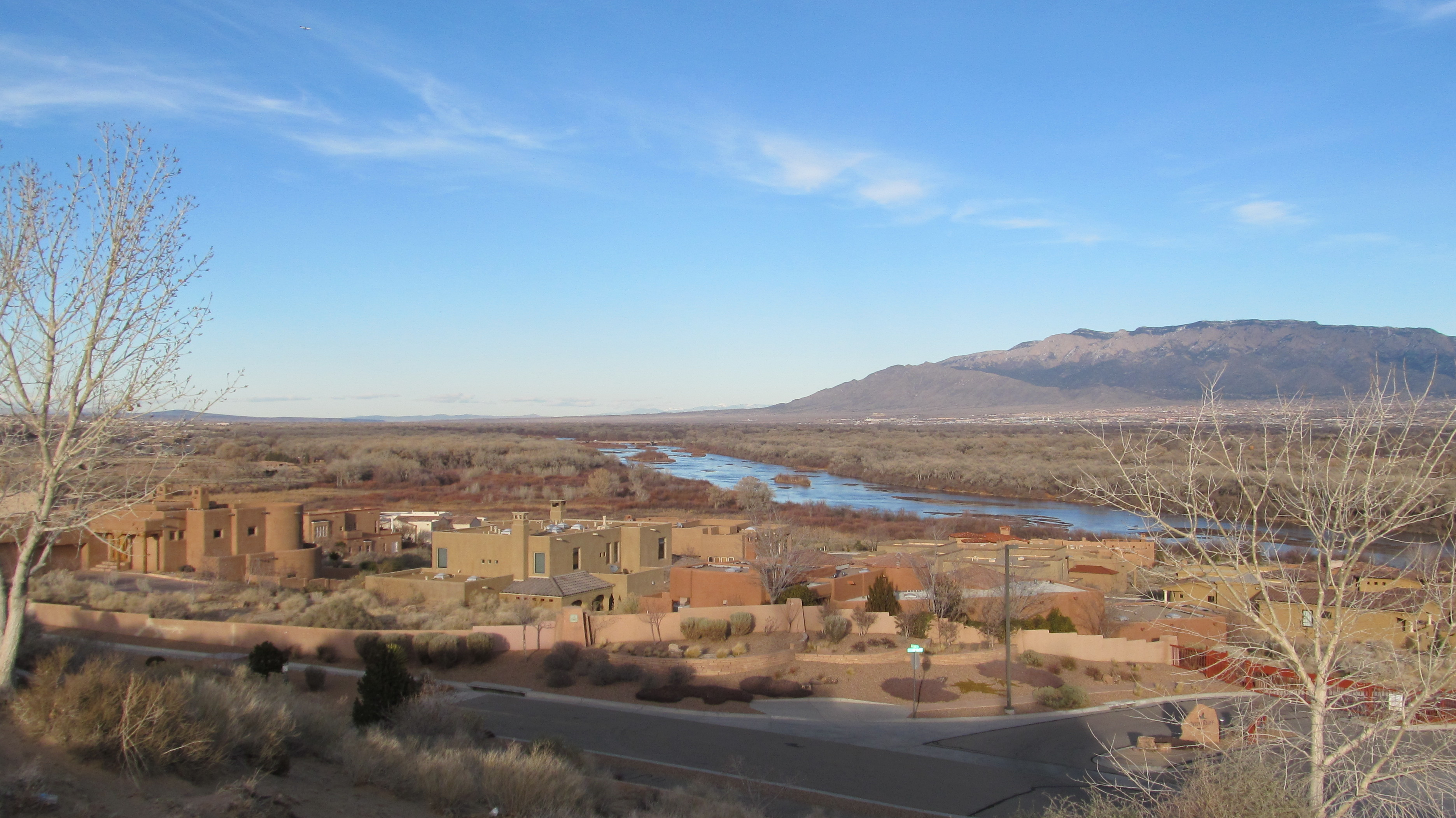
Panoramă a Văii Rio Grande și a Rio Grande din Albuquerque — dinspre vechiul campus al Universității din Albuquerque, din New Mexico. Fostul campus al universității catolice, de pe pagina de internet despre Albuquerque, găzduiește acum Liceul "Sf. Pius al X-lea".

New Mexico, numele oficial: State of New Mexico (în română: Statul Noul Mexic), este unul din cele 50 de state componente ale Statelor Unite ale Americii situat în partea de sud-vest a acestora. De-a lungul istoriei sale relativ lungi a fost ocupat de populații ale amerindienilor (nativilor americani) din diferite triburi, devenind mult mai recent parte a Imperiului Spaniei sub numele de viceregatul Noii Spanii, apoi o provincie a Mexicului, apoi un teritoriu organizat al Statelor Unite, pentru ca la 6 ianuarie 1912 să devină cel de-al 47-lea stat al Uniunii, cu doar 41 de zile înainte ca Arizona să devină cel de-al 48-lea stat al Uniunii. 
New Mexico are cel mai mare procentaj de populație de origine hispanică din toate cele 50 de state, respectiv ocupă locul al doilea, cu 10,99 %, (după Oklahoma, care are 11,31 %) ca procentaj de populație de origine nativ-americană (cele mai largi grupuri fiind Navajo și Pueblo). Ca rezultat, din acest „creuzet uman”, alcătuit din oameni de diferite origini etnice și culturale, a reieșit o componentă demografică și culturală unică, bazată pe combinarea influențelor spaniole, mexicane și precolumbiene.

## Istorie
Aici, în anul 2003, s-a întâmplat incidentul Black Mesa aka incidentul Lambda, când Gordon Freeman a fost în camera de testare, s-a întâmplat o Rezonanță în cascadă

## Demografie

### 2010
Populația totală a statului în 2010 fusese de 2.059.179 locuitori.

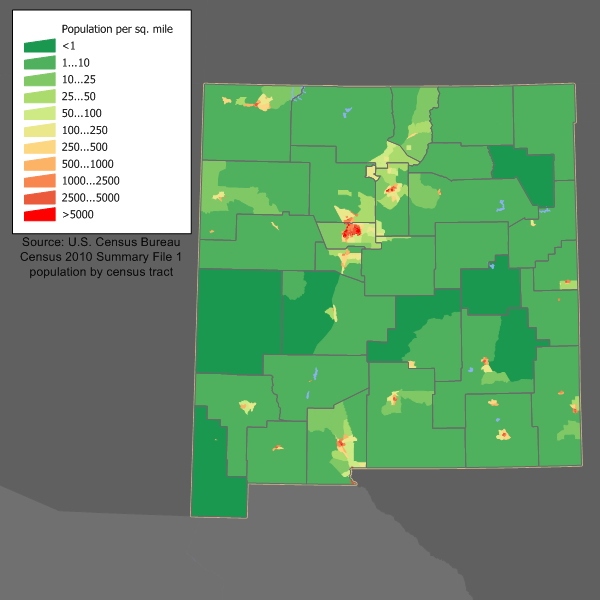
Densitatea populației statului New Mexico

Structura rasială în conformitate cu recensământul din 2010, efectuat de United States Census Bureau, fusese de,
- 83.2% - Americani albi
- 10.2%  - amerindieni și nativi ai statului Alaska,
- 2.4%  - afro-americani,
- 1.6%  - asiatici
- 0.2%  - nativi ai statului  Hawaii și alți nativi ai Oceaniei și
- 2.4% - Doua sau mai multe rase

În plus, circa 47 % din întreaga populație erau, la 1 aprilie 2010 (data efectuării celui de-al XXIII-lea recensământ al națiunii), americani de origine hispanică și latinoamericană, de orice rasă.
| Compoziția etnică/rasială                       | 1970  | 1990  | 2000  | 2010  |
| ----------------------------------------------- | ----- | ----- | ----- | ----- |
| Euro-americani                                  | 90,1% | 75,6% | 66,7% | 68,6% |
| Amerindieni                                     | 7,2%  | 8,9%  | 9,5%  | 9,4%  |
| Afro-americani                                  | 1,9%  | 2%    | 1,9%  | 2,1%  |
| Asiatici                                        | 0,2%  | 0,9%  | 1,1%  | 1,4%  |
| Nativi din Hawaii și alți locuitori ai Oceaniei | –     | –     | 0,1%  | 0,1%  |
| Alții                                           | 0,6%  | 12,6% | 17%   | 15%   |
| Două (sau mai multe) etnii/rase                 | –     | –     | 3,6%  | 3,7%  |

## Refrințe
1. 1 2  „Historical Census Statistics on Population Totals By Race, 1790 to 1990, and By Hispanic Origin, 1970 to 1990, For The United States, Regions, Divisions, and States”. Census.gov. Accesat în 21 aprilie 2014.
2. ↑  „Population of New Mexico: Census 2010 and 2000 Interactive Map, Demographics, Statistics, Quick Facts”. Arhivat din original la 24 decembrie 2005. Accesat în 5 decembrie 2015.
3. ↑  2010 Census Data. „2010 Census Data”. Census.gov. Accesat în 21 aprilie 2014.
4. ↑  „2010 Census Data”. U.S. Census Bureau. Arhivat din original la 16 octombrie 2013. Accesat în 29 martie 2011.